# Ocupația austro-ungară a Muntenegrului 1916-1918

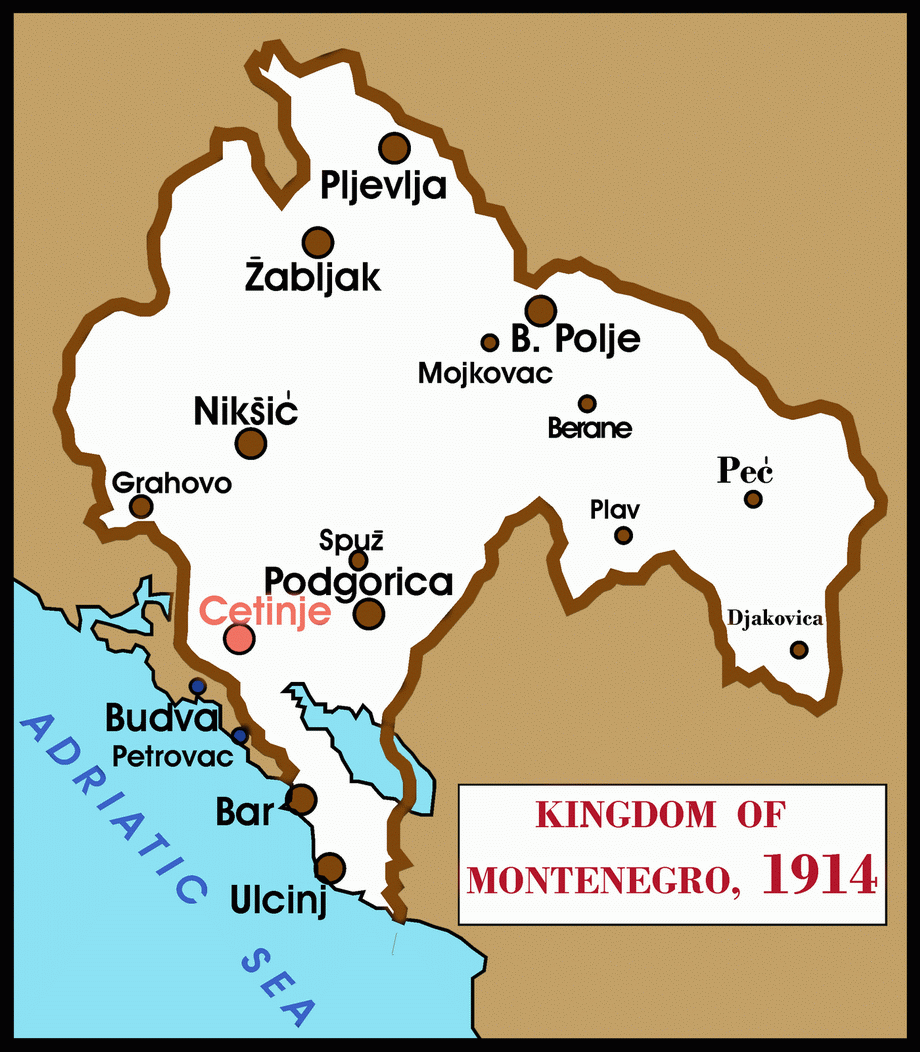
Regatul Muntenegrului în 1914

Ocupația austro-ungară a Muntenegrului 1916-1918 în timpul Primului Război Mondial (oficial numită Guvernământul Militar General Muntenegru, în germană Militär-General-Gouvernement Montenegro) a avut loc din 1916 până în 1918.

## Istorie
La 9 august 1914, Regatul Muntenegrului a intrat în Primul Război Mondial de partea Antantei. Țara a luptat alături de Regatul Serbiei împotriva Austro-Ungariei. După intrarea în război a Regatului Bulgariei la 15 octombrie 1915 și după ocuparea în întregime a Serbiei de către Puterile Centrale în decembrie 1915, Austro-Ungaria a început la 6 ianuarie 1916 Campania din Muntenegru împotriva acelor părți ale armatei sârbe care se retrăseseră în această țară. La 16 ianuarie întregul Muntenegru era ocupat și a capitulat oficial la 23 ianuarie. Regele Nikola I și guvernul său au fugit în exil prin Italia, până în Franța. 